# 阿喀琉斯數
阿基里斯數（英語：Achilles number）是冪數但不是次方數的自然數。

## 定義及名稱由來
冪數的英語是powerful number、次方數的英語是perfect power，阿基里斯數即是有能力（powerful）但不完美（perfect）的數。特洛伊戰爭中的阿基里斯也是有能力但不完美，所以這類數以他的名字命名。

### 冪數
冪數就是符合「如果質數p是該數的因数，p2就必定是該數的因數」的自然數。簡單來說，就是質因數分解式中，各質數的冪均大於1的數。

### 次方數
次方數就是能以mk（m是自然數，k是大於1的自然數）表達的數。

### 例子
288的質因數分解是25×32。它是冪數，但不是次方數，所以是阿基里斯數，360的質因數分解是23×32×5。它不是冪數，所以不是阿基里斯數，784的質因數分解是24×72。(=282)它是次方數，所以不是阿基里斯數。

## 最小的阿基里斯數
最小的阿基里斯數是72(23×32)。

## 阿基里斯數列表
72, 108, 200, 288, 392, 432, 500, 648, 675, 800, 864, 968, 972, 1125, 1152, 1323, 1352, 1372, 1568, 1800, 1944, 2000, 2312, 2592, 2700, 2888, 3087, 3200, 3267, 3456, 3528, 3872, 3888, 4000, 4232, 4500, 4563, 4608, 5000, …（OEIS數列A052486）

## 外部連結
- Achilles Number, MathWorld （页面存档备份，存于）

## 関連項目
- 冪數
- 次方數
- 阿基里斯